# Biathlon-Europacup 2006/07
Der Biathlon-Europacup 2006/07 wurde als Unterbau zum Biathlon-Weltcup 2006/07 veranstaltet. Startberechtigt waren Starter und Starterinnen aller Kontinente.

## Ergebnisse Damen-Wettbewerbe
| 1. Europacup in Obertilliach, 9. Dezember 2006 – 16. Dezember 2006 | 1. Europacup in Obertilliach, 9. Dezember 2006 – 16. Dezember 2006 | 1. Europacup in Obertilliach, 9. Dezember 2006 – 16. Dezember 2006 | 1. Europacup in Obertilliach, 9. Dezember 2006 – 16. Dezember 2006 | 1. Europacup in Obertilliach, 9. Dezember 2006 – 16. Dezember 2006 |
| ------------------------------------------------------------------ | ------------------------------------------------------------------ | ------------------------------------------------------------------ | ------------------------------------------------------------------ | ------------------------------------------------------------------ |
| Datum                                                              | Disziplin                                                          | Erster Platz                                                       | Zweiter Platz                                                      | Dritter Platz                                                      |
| 9. Dezember 2006 (Sa.)                                             | Sprint (7,5 km)                                                    | Jenny Adler                                                        | Ute Niziak                                                         | Jelena Chrustaljowa                                                |
| 10. Dezember 2006 (So.)                                            | Verfolgung (10 km)                                                 | Jenny Adler                                                        | Ute Niziak                                                         | Anne Ingstadbjørg                                                  |
| 15. Dezember 2006 (Fr.)                                            | Sprint (7,5 km)                                                    | Sabrina Buchholz                                                   | Ute Niziak                                                         | Alena Subrylawa                                                    |
| 16. Dezember 2006 (Sa.)                                            | Sprint (7,5 km)                                                    | Sabrina Buchholz                                                   | Anne Preußler                                                      | Marija Kossinowa                                                   |

| 3. Europacup in Cesana-San Sicario, 12. Januar 2007 – 14. Januar 2007 | 3. Europacup in Cesana-San Sicario, 12. Januar 2007 – 14. Januar 2007 | 3. Europacup in Cesana-San Sicario, 12. Januar 2007 – 14. Januar 2007 | 3. Europacup in Cesana-San Sicario, 12. Januar 2007 – 14. Januar 2007 | 3. Europacup in Cesana-San Sicario, 12. Januar 2007 – 14. Januar 2007 |
| --------------------------------------------------------------------- | --------------------------------------------------------------------- | --------------------------------------------------------------------- | --------------------------------------------------------------------- | --------------------------------------------------------------------- |
| Datum                                                                 | Disziplin                                                             | Erster Platz                                                          | Zweiter Platz                                                         | Dritter Platz                                                         |
| 12. Januar 2007 (Fr.)                                                 | Einzel (15 km)                                                        | Ute Niziak                                                            | Ljubow Petrowa                                                        | Anne Ingstadbjørg                                                     |
| 13. Januar 2007 (Sa.)                                                 | Sprint (7,5 km)                                                       | Ute Niziak                                                            | Jenny Adler                                                           | Anne Ingstadbjørg                                                     |

| 4. Europacup in Forni Avoltri, 19. Januar 2007 – 21. Januar 2007 | 4. Europacup in Forni Avoltri, 19. Januar 2007 – 21. Januar 2007 | 4. Europacup in Forni Avoltri, 19. Januar 2007 – 21. Januar 2007 | 4. Europacup in Forni Avoltri, 19. Januar 2007 – 21. Januar 2007 | 4. Europacup in Forni Avoltri, 19. Januar 2007 – 21. Januar 2007 |
| ---------------------------------------------------------------- | ---------------------------------------------------------------- | ---------------------------------------------------------------- | ---------------------------------------------------------------- | ---------------------------------------------------------------- |
| Datum                                                            | Disziplin                                                        | Erster Platz                                                     | Zweiter Platz                                                    | Dritter Platz                                                    |
| 19. Januar 2007 (Fr.)                                            | Sprint (7,5 km)                                                  | Stephanie Müller                                                 | Solveig Rogstad                                                  | Marija Kossinowa                                                 |
| 20. Januar 2007 (Sa.)                                            | Verfolgung (10 km)                                               | Anne Preußler                                                    | Ute Niziak                                                       | Jenny Adler                                                      |
| 21. Januar 2007 (So.)                                            | Staffel (3 × 6 km)                                               | NorwegenBerit Nordstad Kari Henneseid Eie Solveig Rogstad        | DeutschlandJenny Adler Anne Preußler Ute Niziak                  | ItalienKatja Haller Roberta Fiandino Karin Oberhofer             |

| 5. Europacup in Nové Město, 13. Februar 2007 – 15. Februar 2007 | 5. Europacup in Nové Město, 13. Februar 2007 – 15. Februar 2007 | 5. Europacup in Nové Město, 13. Februar 2007 – 15. Februar 2007 | 5. Europacup in Nové Město, 13. Februar 2007 – 15. Februar 2007 | 5. Europacup in Nové Město, 13. Februar 2007 – 15. Februar 2007 |
| --------------------------------------------------------------- | --------------------------------------------------------------- | --------------------------------------------------------------- | --------------------------------------------------------------- | --------------------------------------------------------------- |
| Datum                                                           | Disziplin                                                       | Erster Platz                                                    | Zweiter Platz                                                   | Dritter Platz                                                   |
| 13. Februar 2007 (Mi.)                                          | Sprint (7,5 km)                                                 | Ute Niziak                                                      | Julie Carraz                                                    | Sabrina Buchholz                                                |
| 14. Februar 2007 (Do.)                                          | Sprint (7,5 km)                                                 | Ute Niziak                                                      | Sabrina Buchholz                                                | Kaisa Varis                                                     |
| 15. Februar 2007 (Fr.)                                          | Verfolgung (10 km)                                              | Kaisa Varis                                                     | Julie Carraz                                                    | Tetjana Rud                                                     |

| 6. Europacup in Haute-Maurienne, 10. März 2007 – 12. März 2007 | 6. Europacup in Haute-Maurienne, 10. März 2007 – 12. März 2007 | 6. Europacup in Haute-Maurienne, 10. März 2007 – 12. März 2007 | 6. Europacup in Haute-Maurienne, 10. März 2007 – 12. März 2007 | 6. Europacup in Haute-Maurienne, 10. März 2007 – 12. März 2007 |
| -------------------------------------------------------------- | -------------------------------------------------------------- | -------------------------------------------------------------- | -------------------------------------------------------------- | -------------------------------------------------------------- |
| Datum                                                          | Disziplin                                                      | Erster Platz                                                   | Zweiter Platz                                                  | Dritter Platz                                                  |
| 10. März 2007 (Sa.)                                            | Sprint (7,5 km)                                                | Sabrina Buchholz                                               | Christelle Gros                                                | Carolin Hennecke                                               |
| 11. März 2007 (So.)                                            | Verfolgung (10 km)                                             | Christelle Gros                                                | Sabrina Buchholz                                               | Carolin Hennecke                                               |

| 7. Europacup in Ridnaun, 16. März 2007 – 17. März 2007 | 7. Europacup in Ridnaun, 16. März 2007 – 17. März 2007 | 7. Europacup in Ridnaun, 16. März 2007 – 17. März 2007 | 7. Europacup in Ridnaun, 16. März 2007 – 17. März 2007 | 7. Europacup in Ridnaun, 16. März 2007 – 17. März 2007 |
| ------------------------------------------------------ | ------------------------------------------------------ | ------------------------------------------------------ | ------------------------------------------------------ | ------------------------------------------------------ |
| Datum                                                  | Disziplin                                              | Erster Platz                                           | Zweiter Platz                                          | Dritter Platz                                          |
| 16. März 2007 (Fr.)                                    | Sprint (7,5 km)                                        | Sabrina Buchholz                                       | Carolin Hennecke                                       | Juliane Döll                                           |
| 17. März 2007 (Sa.)                                    | Verfolgung (10 km)                                     | Sabrina Buchholz                                       | Roberta Fiandino                                       | Juliane Döll                                           |

### Gesamtwertung
Nach 18 von 18 Rennen
| Platz | Sportler         | Land        | Punkte |
| ----- | ---------------- | ----------- | ------ |
| 1     | Ute Niziak       | Deutschland | 587    |
| 2     | Sabrina Buchholz | Deutschland | 461    |
| 3     | Jenny Adler      | Deutschland | 450    |
| 4     | Stephanie Müller | Deutschland | 402    |
| 5     | Anne Preußler    | Deutschland | 308    |
| 6     | Julie Carraz     | Frankreich  | 267    |
| 7     | Anna Sorokina    | Russland    | 260    |
| 8     | Carolin Hennecke | Deutschland | 250    |
| 9     | Solveig Rogstad  | Norwegen    | 233    |
| 10    | Tina Bachmann    | Deutschland | 222    |

## Ergebnisse Herren-Wettbewerbe
| 1. Europacup in Obertilliach, 9. Dezember 2006 – 16. Dezember 2006 | 1. Europacup in Obertilliach, 9. Dezember 2006 – 16. Dezember 2006 | 1. Europacup in Obertilliach, 9. Dezember 2006 – 16. Dezember 2006 | 1. Europacup in Obertilliach, 9. Dezember 2006 – 16. Dezember 2006 | 1. Europacup in Obertilliach, 9. Dezember 2006 – 16. Dezember 2006 |
| ------------------------------------------------------------------ | ------------------------------------------------------------------ | ------------------------------------------------------------------ | ------------------------------------------------------------------ | ------------------------------------------------------------------ |
| Datum                                                              | Disziplin                                                          | Erster Platz                                                       | Zweiter Platz                                                      | Dritter Platz                                                      |
| 9. Dezember 2006 (Sa.)                                             | Sprint (10 km)                                                     | Hans Martin Gjedrem                                                | Carsten Pump                                                       | Alexei Tschurin                                                    |
| 10. Dezember 2006 (So.)                                            | Verfolgung (12,5 km)                                               | Hans Martin Gjedrem                                                | Jewgeni Ustjugow                                                   | Magne Thorleiv Rønning                                             |
| 15. Dezember 2006 (Fr.)                                            | Sprint (10 km)                                                     | Daniel Graf                                                        | Egil Gjelland                                                      | Andrei Prokunin                                                    |
| 16. Dezember 2006 (Sa.)                                            | Sprint (10 km)                                                     | Filipp Schulman                                                    | Alexandre Aubert                                                   | Alexei Tschurin                                                    |

| 3. Europacup in Cesana-San Sicario, 12. Januar 2007 – 14. Januar 2007 | 3. Europacup in Cesana-San Sicario, 12. Januar 2007 – 14. Januar 2007 | 3. Europacup in Cesana-San Sicario, 12. Januar 2007 – 14. Januar 2007 | 3. Europacup in Cesana-San Sicario, 12. Januar 2007 – 14. Januar 2007 | 3. Europacup in Cesana-San Sicario, 12. Januar 2007 – 14. Januar 2007 |
| --------------------------------------------------------------------- | --------------------------------------------------------------------- | --------------------------------------------------------------------- | --------------------------------------------------------------------- | --------------------------------------------------------------------- |
| Datum                                                                 | Disziplin                                                             | Erster Platz                                                          | Zweiter Platz                                                         | Dritter Platz                                                         |
| 13. Januar 2007 (Sa.)                                                 | Einzel (20 km)                                                        | Jörn Wollschläger                                                     | Alexei Tschurin                                                       | Alexander Os                                                          |
| 14. Januar 2007 (So.)                                                 | Sprint (10 km)                                                        | Jörn Wollschläger                                                     | Andrei Prokunin                                                       | Jon Kristian Svaland                                                  |

| 4. Europacup in Forni Avoltri, 19. Januar 2007 – 21. Januar 2007 | 4. Europacup in Forni Avoltri, 19. Januar 2007 – 21. Januar 2007 | 4. Europacup in Forni Avoltri, 19. Januar 2007 – 21. Januar 2007    | 4. Europacup in Forni Avoltri, 19. Januar 2007 – 21. Januar 2007    | 4. Europacup in Forni Avoltri, 19. Januar 2007 – 21. Januar 2007          |
| ---------------------------------------------------------------- | ---------------------------------------------------------------- | ------------------------------------------------------------------- | ------------------------------------------------------------------- | ------------------------------------------------------------------------- |
| Datum                                                            | Disziplin                                                        | Erster Platz                                                        | Zweiter Platz                                                       | Dritter Platz                                                             |
| 19. Januar 2007 (Fr.)                                            | Sprint (10 km)                                                   | Andrei Prokunin                                                     | Michail Kotschkin                                                   | Jörn Wollschläger                                                         |
| 20. Januar 2007 (Sa.)                                            | Verfolgung (12,5 km)                                             | Michail Kotschkin                                                   | Anstein Mykland                                                     | Paolo Longo                                                               |
| 21. Januar 2007 (So.)                                            | Staffel (4 × 7,5 km)                                             | NorwegenJohn Ola Ulset Egil Gjelland Håkon Andersen Anstein Mykland | FrankreichLionel Grebot Alexandre Aubert Vincent Jay Vincent Porret | DeutschlandNorbert Schiller Carsten Pump Christoph Knie Jörn Wollschläger |

| 5. Europacup in Nové Město, 13. Februar 2007 – 15. Februar 2007 | 5. Europacup in Nové Město, 13. Februar 2007 – 15. Februar 2007 | 5. Europacup in Nové Město, 13. Februar 2007 – 15. Februar 2007 | 5. Europacup in Nové Město, 13. Februar 2007 – 15. Februar 2007 | 5. Europacup in Nové Město, 13. Februar 2007 – 15. Februar 2007 |
| --------------------------------------------------------------- | --------------------------------------------------------------- | --------------------------------------------------------------- | --------------------------------------------------------------- | --------------------------------------------------------------- |
| Datum                                                           | Disziplin                                                       | Erster Platz                                                    | Zweiter Platz                                                   | Dritter Platz                                                   |
| 13. Februar 2007 (Di.)                                          | Sprint (10 km)                                                  | Carsten Pump                                                    | Vincent Jay                                                     | Lois Habert                                                     |
| 14. Februar 2007 (Mi.)                                          | Sprint (10 km)                                                  | Wjatscheslaw Derkatsch                                          | Lois Habert                                                     | Roman Dostál                                                    |
| 15. Februar 2007 (Do.)                                          | Verfolgung (12,5 km)                                            | Wjatscheslaw Derkatsch                                          | Lois Habert                                                     | Alexandre Aubert                                                |

| 6. Europacup in Haute-Maurienne, 10. März 2007 – 12. März 2007 | 6. Europacup in Haute-Maurienne, 10. März 2007 – 12. März 2007 | 6. Europacup in Haute-Maurienne, 10. März 2007 – 12. März 2007 | 6. Europacup in Haute-Maurienne, 10. März 2007 – 12. März 2007 | 6. Europacup in Haute-Maurienne, 10. März 2007 – 12. März 2007 |
| -------------------------------------------------------------- | -------------------------------------------------------------- | -------------------------------------------------------------- | -------------------------------------------------------------- | -------------------------------------------------------------- |
| Datum                                                          | Disziplin                                                      | Erster Platz                                                   | Zweiter Platz                                                  | Dritter Platz                                                  |
| 10. März 2007 (Sa.)                                            | Sprint (10 km)                                                 | Thomas Frei                                                    | Claudio Böckli                                                 | Lionel Grebot                                                  |
| 11. März 2007 (So.)                                            | Verfolgung (12,5 km)                                           | Roland Zwahlen                                                 | Armin Kasslatter                                               | Toni Lang                                                      |

| 7. Europacup in Ridnaun, 16. März 2007 – 17. März 2007 | 7. Europacup in Ridnaun, 16. März 2007 – 17. März 2007 | 7. Europacup in Ridnaun, 16. März 2007 – 17. März 2007 | 7. Europacup in Ridnaun, 16. März 2007 – 17. März 2007 | 7. Europacup in Ridnaun, 16. März 2007 – 17. März 2007 |
| ------------------------------------------------------ | ------------------------------------------------------ | ------------------------------------------------------ | ------------------------------------------------------ | ------------------------------------------------------ |
| Datum                                                  | Disziplin                                              | Erster Platz                                           | Zweiter Platz                                          | Dritter Platz                                          |
| 16. März 2007 (Fr.)                                    | Sprint (10 km)                                         | Norbert Schiller                                       | Toni Lang                                              | Alexandre Aubert                                       |
| 17. März 2007 (Sa.)                                    | Verfolgung (12,5 km)                                   | Norbert Schiller                                       | Alexandre Aubert                                       | Lionel Grebot                                          |

### Gesamtwertung
Nach 18 von 18 Rennen
| Platz | Sportler          | Land        | Punkte |
| ----- | ----------------- | ----------- | ------ |
| 1     | Norbert Schiller  | Deutschland | 424    |
| 2     | Jörn Wollschläger | Deutschland | 394    |
| 3     | Alexandre Aubert  | Frankreich  | 350    |
| 4     | Carsten Pump      | Deutschland | 342    |
| 5     | Egil Gjelland     | Norwegen    | 317    |
| 6     | Michail Kotschkin | Russland    | 284    |
| 7     | Alexei Tschurin   | Russland    | 263    |
| 8     | Vincent Jay       | Frankreich  | 262    |
| 9     | Toni Lang         | Deutschland | 257    |
| 10    | Christoph Knie    | Deutschland | 249    |